# Alarm Forest
Alarma Forestal (en inglés: Alarm Forest) es uno de los más pequeños de los ocho distritos de Santa Elena, en la parte norte de la isla, al sureste de Jamestown. En el año 2008 tenía una población de 276 habitantes, en comparación con una población de 289 en 1998.

## Historia y características
El distrito fue creado entre los años censales 1987 y 1998 a partir de partes de Jamestown y Longwood, siendo uno de los más jóvenes. No hay asentamientos con ese nombre, sin embargo, el principal asentamiento es Villa Zarzas, que es considerado un suburbio de la capital y donde se encuentra el centro comunitario del distrito. El pueblo está situado en el punto más alto del Side Path, una empinada carretera que sale hacia el sur en la vertiente oriental del valle de Jamestown. El pueblo cuenta con algunas comodidades propias, y la población concurre a la cercana Jamestown para ir de compras y entretenimiento. El pueblo es también el hogar de la sede central del Cable and Wireless de la isla, que con sus grandes antenas parabólicas conectan Santa Elena con el resto del mundo. La parte alta del pueblo, The Briars, es un asentamiento reciente de ciudadanos relativamente ricos.
También Seaview, Two-gun Saddle y Hunts Vale son parte del Alarma Forestal. Otra área de asentamiento es Alarma Hill, donde se encuentra la histórica Alarm House. La tumba de Napoleón Bonaparte se encuentra en Valle de Sane en el distrito. Napoleón había elegido este lugar como su lugar de entierro durante uno de sus paseos. Este sitio desde 2004 junto con el pabellón de Briars forman parte de los Domaines français de Sainte-Hélène que son administrados y conservados como museo por el Ministerio de Asuntos Exteriores de Francia mediante su cónsul en Ciudad del Cabo, Sudáfrica.
Además, es el único distrito de la isla que no posee costas.